# Eufrànor de Selèucia
Eufrànor (grec antic: Eὐφράνωρ, llatí: Euphranor) fou un filòsof grec nascut a Selèucia deixeble de Timó i seguidor de la seva escola escèptica. Fou mestre d'Eubul d'Alexandria, segons que diu Diògenes Laerci.